# Boaz Island
Boaz Island är en ö i Bermuda (Storbritannien).   Den ligger i parishen Sandys, i den västra delen av landet, 7 km väster om huvudstaden Hamilton. Arean är 0,17 kvadratkilometer.
Terrängen på Boaz Island är platt. Öns högsta punkt är 77 meter över havet.